# Havok (band)
Havok is een thrashmetal-band uit de Amerikaanse stad Denver. De band ontstond in 2004 en bestaat uit David Sanchez (vocalen en gitaar), Reece Scruggs (gitaar), Pete Webber (drums) en Brandon Bruce (basgitaar).

## Geschiedenis
Havok werd in 2004 opgericht door David Sanchez en zijn klasgenoot, drummer Haakon Sjoegren. Via een advertentiecampagne in de kranten van Denver kwamen zij in contact met gitarist Shawn Chavez, die zich bij Havok aansloot. Deze eerste bezetting werd compleet gemaakt met bassist Marcus Corich. De band bracht in 2004 haar demo "Thrash Can" uit, in 2005 gevolgd door de EP "Murder by Metal".

### Debuut & groei (2005-2009)
In 2007 nam de band haar EP "Pwn 'Em All" op in eigen productie. De band zond de EP vervolgens naar elk plantelabel dat ze konden bedenken. De EP wist de aandacht te trekken van het Engelse plantelabel Candleleight Records, dat de band een contract aanbood.
In 2008 huurde Havok een nieuwe bassist in Jesse De Los Santos. De band bracht op 2 juni 2009 haar debuutalbum uit: Burn. Vlak na het uitbrengen van het album kreeg Havok echter te maken met een nieuwe ronde ingrijpende personeelswijzigingen in de band.

### Bezettingswissel, Time is Up & Unnatural Selection (2010-2015)
In 2010 verlieten zowel gitarist Shawn Chavez als drummer Ryan Bloom de band. David Sanchez besloot de band door te zetten en tourde enkele maanden als een trio tijdens een tournee met Primal Fear. Uiteindelijk werden Reece Scruggs (gitarist) en Pete Webber (drums) aangetrokken als de nieuwe leden van Havok. Met deze bezetting bracht de band op 29 maart 2011 haar tweede album uit: Time is Up. Het album verspreidde zich snel in de metal-gemeenschap en kreeg positieve feedback van critici. Havok toerde een jaar op de kracht van het album met onder andere Forbidden, Megadeth en Anthrax.
Op 25 juni 2013 bracht Havok haar derde album uit: Unnatural Selection. Op dit album was voor het eerst bassist Mike Leon te horen, die Jesse De Los Santos verving omdat hij meer tijd door wilde brengen met zijn familie. Havok toerde hierna voor het eerst op eigen kracht en wist een groot platencontract los te krijgen bij het internationale label Century Media Records.
Op 30 april 2015 overleed Shawn Chavez, een van de grondleggers van de band. Hij werd slechts 30 jaar oud.

### Conformicide (2015-2019)
Op 22 september 2015 maakte Havok bekend dat bassist Mike Leon uit de band was vertrokken. Zijn vervanger was Nick Schendzielos (bekend van Job for a Cowboy). Een maand later begon de band haar werk aan een nieuw album. Uiteindelijk kwam Conformicide op 10 maart 2017 uit. Het album had meer progressieve invloeden dan de vorige albums van Havok. Een Noord-Amerikaanse tournee volgde. De band speelde onder andere op festival Bloodstock in 2017.

### Vertrek van Schendzielos & nieuw album "V" (2019-heden)
In 2019 kondigde Havok aan dat bassist Nick Schendzielos de band verliet. Hij werd vervangen door Brandon Bruce, die de eerste maanden anoniem in de band speelde met een pak en masker. Op 1 mei 2020 bracht Havok haar nieuwe album "V" uit. Het album zette de stijl van eerdere albums door, maar keerde wel terug naar een wat agressiever geluid.

## Discografie

### Albums
- Burn (2009)
- Time is Up (2011)
- Unnatural Selection (2013)
- Conformicide (2017)
- V (2020)

## Leden
- David Sanchez - vocalen en gitaar (2004-heden)
- Reece Scruggs - gitaar en achtergrondvocalen (2010-heden)
- Pete Webber - drums en percussie (2010-heden)
- Brandon Bruce - basgitaar en achtergrondvocalen (2019-heden)